# Verbena rugosa
Verbena rugosa — вид рослин родини Вербенові (Verbenaceae), ендемік Мексики.

## Опис
Стебло розгалужене; колоси яйцюваті; листки округлі, пилчасті, зморшкуваті. 

## Поширення
Ендемік Мексики (південний схід).